# Blow-Up (banda)
Blow-Up, também chamada de Blow Up, é uma banda de pop-rock de Santos, formada em 1965.
Em 1974, ganharam o prêmio de melhor banda do estado de São Paulo, segundo a imprensa especializada. Em 2016, o jornal A Tribuna, de Santos, considerou a Harry como a 5a maior banda da história do rock santista, ficando a frente de bandas nacionalmente conhecidas, como Aliados, Psychic Possessor e Bula.

## História
A banda Blow-Up surgiu em 1965, no bairro do Macuco de Santos-SP, com o nome The Black Cats. Na onda da Jovem Guarda, começaram a tocar em bares e clubes da região. A fama local levou os rapazes a se apresentarem, em setembro de 1965, no programa “Almoço Musicado” de Hugo Santana, na extinta TV Excelsior. Três anos depois, por já existir outro grupo com o nome Black Cats, mudaram para Blow-Up, baseado em um filme homônimo do cineasta italiano Michelangelo Antonioni.
Em 1969, assinaram contrato com a gravadora Caravelle, e gravaram o seu primeiro disco, chamado "Blow-Up".
No ano seguinte foram convidados a participar do filme Se Meu Dólar Falasse, estrelado por Grande Otelo e Dercy Gonçalves. O segundo álbum veio em 1971, conhecido por "Expresso 21". Estes dois álbuns, hoje em dia, integram as listas dos mais procurados por colecionadores, inclusive internacionais, sendo que o segundo tem sua capa publicada no livro 1001 Records Collector Dreams, do pesquisador austríaco Hans Pokora.
Em 1972, a banda lançou um compacto simples, chamado "Quem Manda Nesse Mundo É o Dinheiro".
Em 1974, ganharam o prêmio de melhor banda do estado de São Paulo, segundo a imprensa especializada, entregue no ginásio do C.A. Juventus.
Em 1976, assinaram contrato com a gravadora Philips. Foi neste mesmo ano que eles gravaram a canção “Rainbow”, lançada em compacto pela nova gravadora, que alcançou as paradas de sucesso, entrou na trilha sonora da novela “Anjo Mau” da Rede Globo e, com ela, o grupo obteve a primeira colocação no “Globo de Ouro”. A faixa também foi apresentada especialmente no programa “Fantástico”.
Em 1977, gravaram mais um compacto, Pamela Poon Tang. A faixa desse single também faria parte da compilação Sua Paz Mundial — Volume 4.
Em 1988, depois de brigas internas, o Blow-Up resolveu encerrar suas atividades. O retorno veio alguns anos depois, com o grupo voltando a se apresentar em clubes e bares de Santos.

## Discografia
Como The Black Cats
- Zegê/The Black Cats (compacto 7", 1968 - Mocambo)

Como Blow-Up
- Blow Up (LP, 1969 - Carvelle Discos do Brasil)
- Blow Up (LP, 1971 - Caravelle Discos do Brasil)
- Rainbow (compacto 7", 1976 - Philips)
- Pamela Poon Tang (compacto 7", 1977 - Philips)